# Efecto del falso consenso

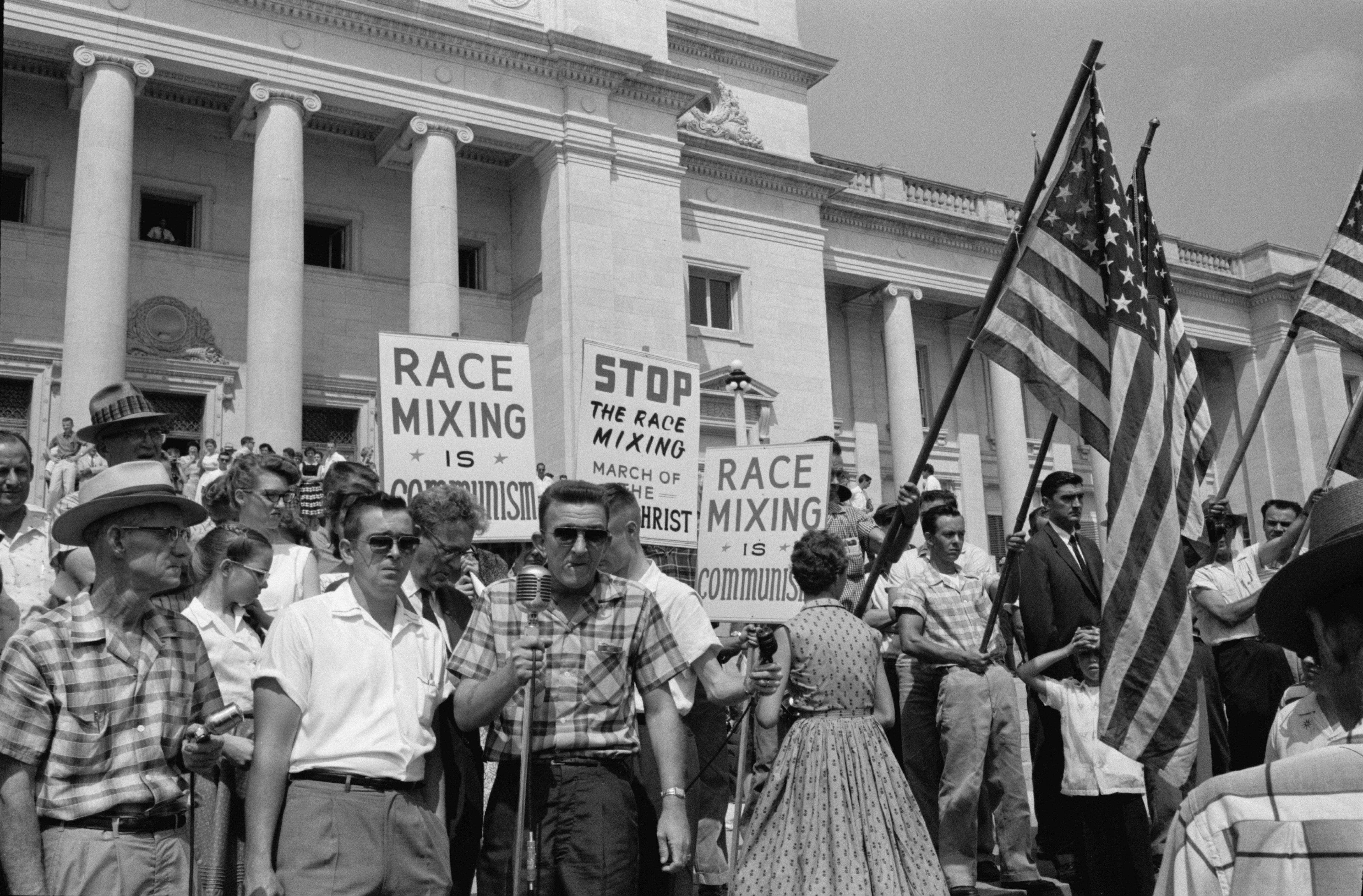
Los fundamentalistas, los conservadores y extremistas de signo variado, juzgan que sus reivindicaciones, valores, y creencias, son compartidos por mucha más gente de la que realmente las comparte, debido al efecto de falso consenso.

En psicología, el efecto del falso consenso es un sesgo cognitivo por el que muchas personas tienden a sobreestimar el grado de acuerdo que los demás tienen con ellos. Las personas tienden a presuponer que sus propias opiniones, creencias, predilecciones, valores y hábitos están entre las más elegidas, apoyadas ampliamente por la mayoría. Esta creencia es un sesgo que exagera la confianza de los individuos en sus propias creencias, aun cuando éstas sean erróneas o minoritarias.
Frecuentemente este sesgo aparece en grupos de opinión en los que la opinión colectiva es la misma que la de los individuos del grupo. Como los miembros del grupo han alcanzado un consenso interno y raramente encuentran a alguien que dispute ese consenso, tienden a creer que todo el mundo, incluyendo las personas que están fuera del grupo, es de la misma opinión que el grupo.
No existe una causa simple para este sesgo cognitivo; se ha sugerido que al menos parcialmente los factores pueden ser la heurística de disponibilidad y el sesgo de autoservicio.

## Introducción
Desde los tiempos de Freud se han publicado un gran número de trabajos sobre las tendencias de las personas a atribuir a otras características que se encuentran en sí mismos. De acuerdo con esto puede afirmarse que, por ejemplo:

Museo de la creación en Kentucky, un ejemplo de actitud fundamentalista que lleva a creer erróneamente a muchos que la evolución es solo una hipótesis, en lugar de una teoría bien establecida.

- La gente a la que le gusta trasnochar, la música alta y los coches veloces y que pueden y quieren decirlo también tienden a proyectar esos gustos sobre otros.
- Los francófilos piensan que hay más aficionados a la comida y cultura francesas que lo que calculan los francófobos.
- Los bebedores creen que el alcohol le gusta más a la gente que lo que creen los abstemios.

Es importante señalar que la gente no siempre cree que sus creencias son compartidas por la mayoría. El efecto de falso consenso se refiere solo a una tendencia de la gente a sobreestimar la extensión de una creencia determinada que está correlacionada con la creencia propia. Así, los fundamentalistas religiosos no creen necesariamente que la mayoría de la gente comparte su religiosidad, pero sus cálculos del número de fundamentalistas o personas que comparten con él determinados puntos de vista seguramente excede el número realmente existente.
Desde el ámbito de la psicología de masas, Freud criticó el concepto de Gustave Le Bon de un "alma colectiva", mostrando que realmente el sujeto en masa cede el lugar de su ideal del yo para que sea ocupado por el líder. En la masa, el yo individual se esfuma, se volatiliza, siendo reemplazado el ideal del yo por el ideal de la masa, encarnado por el líder, a través de un proceso de identificación. El "líder" es un concepto, por lo que puede tratarse tanto de una persona como de un ideal. En la obra de Freud se ven unificados por tanto diversos conceptos claves tales como la identificación, el narcisismo o la propia proyección ya mencionada, entre otros.
Otra referencia temprana interesante son las repercusiones extraídas de los estudios del desarrollo cognoscitivo de Jean Piaget en la posterior vida adulta. En ellos resalta la etapa comprendida alrededor de los seis o siete años, en la que el niño entra en el denominado periodo de las operaciones concretas. El esquema intelectual que más cuesta adquirir al adulto y que proviene de dicha etapa es el de la capacidad de reversibilidad, es decir, ser capaz de invertir las operaciones lógicas. Por ejemplo, si a un niño de cuatro años, llamado Javier y que tiene una hermana llamada María, le preguntan si su hermana María tiene un hermano, probablemente contestará: «Somos dos hermanos y María no tiene ningún hermano». Aún faltaría salir de su punto de vista y ver las cosas desde el otro, es decir, aún no dispone de capacidad de reversibilidad, fundamental por otra parte en las operaciones matemáticas. Curiosamente la reversibilidad se construye al mismo tiempo que la socialización, es decir, admitir los otros puntos de vista, o en otros términos, adquirir la capacidad de empatía.
También resulta interesante relacionar la tipología del individuo y su propensión al efecto del falso consenso a efectos de su posible variación. Así por ejemplo, Carl Gustav Jung plantea el hecho de que diferentes individuos quedarían enmarcados en una actitud concreta: introversión o extraversión, y en una configuración de funciones diferenciada: pensamiento, sentimiento, sensación o intuición. Al hablar del tipo intelectual extravertido dice lo siguiente:

Así como el tipo intelectual extravertido se subordina a su fórmula, así tiene que subordinarse a ella también su entorno, por su propio bien, pues quien no hace eso actúa de modo incorrecto, se opone a la ley universal y es, por ello, irracional, inmoral y carente de conciencia. Al tipo intelectual extravertido su moral le prohíbe tolerar excepciones. Su ideal tiene que hacerse realidad en todas las circunstancias, pues es, eso le parece a él, la formulación más pura de la facticidad objetiva, y tiene por ello que ser también una verdad universalmente válida, indispensable para la salvación de la humanidad, y ello nó por amor al prójimo, sino desde el superior punto de vista de la justicia y de la verdad. Todo aquello de que se tiene la sensación de que por su propia naturaleza contradice a esa fórmula es mera imperfección, un fallo casual, que será extirpado en la primera ocasión; y si no se logra eso, entonces es una enfermedad.

## Evidencia empírica

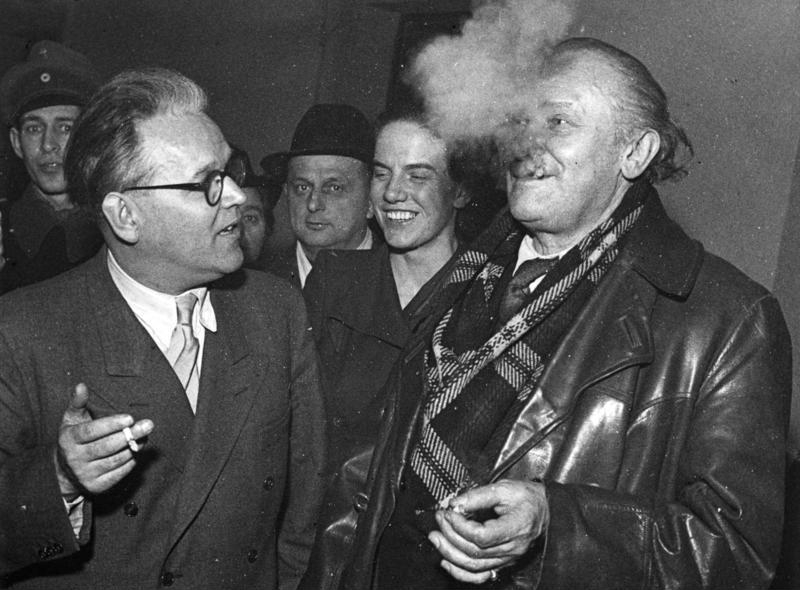
El porcentaje de población fumadora que alguien estima en la población está correlacionado (sesgado) con cuántos de sus conocidos fuman.

El experimento de falso consenso más citado en la literatura se realizó con estudiantes universitarios a los que se les preguntó si estarían dispuestos a hacer de hombre-anuncio por el campus, llevando un letrero delante y otro detrás con la palabra «arrepentíos». En total varios centenares de estudiantes, participaron en el experimento. Un cierto número aceptó y otros rechazaron el trabajo. Luego se pidió a ambos grupos (los "aceptantes" y los "rechazadores") que calcularan los porcentajes de quienes aceptaban y de los que rechazaban. Resultó que los cálculos de los estudiantes estaban inclinados hacia lo que ellos mismos pensaban: quienes estaban dispuestos a aceptar el letrero pensaban que el 60 % también lo estaría, quienes lo rechazaban estimaban que solo el 27 % estaría dispuesto a llevarlo.
El sesgo informativo es una de las causas que está detrás del efecto de falso consenso. Esto se ha probado considerando las estimaciones del porcentaje de fumadores que hace una determinada persona está positivamente correlacionado con el número de fumadores que conoce esa persona.
|            | No-consumidores | Consumidores |
| ---------- | --------------- | ------------ |
| Ninguno    | 1,1 %           | 0,2 %        |
| Muy pocos  | 11,4 %          | 1,0 %        |
| Pocos      | 11,8 %          | 1,7 %        |
| Bastantes  | 31,8 %          | 16,9 %       |
| Muchos     | 25,3 %          | 29,1 %       |
| Casi todos | 18,7 %          | 51,2 %       |

Las respuestas suministradas por dos grupos de jóvenes que difieren en el consumo de alcohol ante la pregunta "¿Cuánta gente de tu edad suele beber alcohol?" es un claro ejemplo de efecto del falso consenso. En un estudio sobre la percepción del grado de consumo de alcohol por los jóvenes reveló que los no consumidores (1276 encuestados) diferían notablemente de los consumidores (1789 encuestados). Así, ante la pregunta "¿Cuánta gente de tu edad suele beber alcohol?", más del 50 % de los jóvenes que usualmente consume alcohol respondió "casi todos", mientras que menos del 19 % de los del grupo de no consumidores dieron la misma respuesta. Y la respuesta Pocos-Muy pocos-Ninguno se dio más del 24 % en el grupo No-consumidores contra un raquítico 3 % en el grupo Consumidores (8 veces más).
Resultados similares se han informado con respecto al consumo de tabaco. Una evidencia sólida de este mecanismo de sesgo en el efecto de falso consenso es que se ha probado que las estimaciones del porcentaje de fumadores que hace una determinada persona están positivamente correlacionadas con el número de fumadores que conoce esa persona.
Igualmente se ha probado que ciertas conductas sexuales están fuertemente influidas por el efecto de falso consenso, llegándose en algunos casos a que el 84 % de un conjunto de individuos jóvenes mostraban en alguna medida un efecto de falso consenso, cuando valoraban el haber tenido relaciones prematrimoniales.

## Causas propuestas
La mayor parte de la investigación reciente sobre el efecto de falso consenso se ha esforzado por entender por qué la gente exagera sin darse cuenta del grado en que los demás comparten sus ideas. Esa investigación ha revelado que no existe una causa única, sino un conjunto de causas asociadas a factores motivacionales, de disponibilidad de información y causas relacionadas con la ambigüedad y la atribución errónea de causas.

### Causas motivacionales
Hay constancia de que el efecto de falso consenso, en algunos casos, deriva del deseo de mantener una evaluación positiva del propio juicio. Este deseo puede verse reforzado si el individuo considera que sus propias creencias son precisamente las creencias de la mayoría. Esta idea es coherente con observaciones de que las personas están especialmente inclinadas a percibir apoyo social para sus creencias, cuando tienen una inversión emocional en ellas, y cuando su autoestima ha sido amenazada por una experiencia fallida anterior. Y también está relacionado con otras observaciones según las cuales las personas están inclinadas a exagerar el grado en que individuos particularmente atractivos y respetados coinciden con sus creencias.

### Causas por sesgo informativo
Otra posible causa del efecto del falso consenso es que los individuos no reciben la misma cantidad de información a favor y en contra de una determinada creencia. De hecho, es un hecho bien probado que las personas están expuestas selectivamente a información que tiende a apoyar sus creencias y costumbres, en parte por culpa de sus hábitos y la gente con la que se relaciona. Los conservadores leen prensa conservadora que refuerza sus ideas; los fundamentalistas religiosos cristianos tienden a leer literatura «creacionista» y no biología evolutiva, lo que reafirma su convicción de que la evolución es tan solo una teoría y no un hecho que se considera ampliamente probado.
Debido a que los individuos en su ambiente encuentran tan a menudo argumentos y evidencias que apoyan sus creencias, mientras que les llega muy poca información que las desmienta, las creencias de individuos parecen más sensatas y seguras, y por tanto más comunes y extendidas, de lo que parecerían si recibieran información más equilibrada. Y no solo los individuos tienen más información sobre argumentos que confirman sus creencias, sino que en general tienen lazos más estrechos con personas que comparten sus creencias y costumbres. En consecuencia cuando tratan de calcular o estimar el número de personas que comparten alguna de sus creencias o hábitos, sobrestiman a partir de una muestra ampliamente sesgada.

### Causas asociadas a la atribución
Otra posible causa del falso consenso es la atribución de la conducta individual, la propia y la de otros, a factores externos. La lógica es la siguiente: si alguien cree que ciertos factores externos gobiernan su propia conducta, probablemente pensará que en las mismas circunstancias, otras personas también se verían afectados por esos mismos factores externos; sin embargo, cuando alguien atribuye una conducta o una de sus creencias particulares o a disposiciones o experiencias pasadas, tendrá menos tendencia a pensar que otras personas actuarían de la misma manera en el mismo caso. Como está probado experimentalmente que las personas están más inclinadas a explicar su propia conducta en términos de factores exteriores que de experiencias pasadas, se sigue que la gente pensará que la conducta de otras personas se debe a causas externas, en mayor grado que a experiencias pasadas. Ese mecanismo nos da la creencia de que otras personas reaccionarían en los mismos términos que nosotros mismos.
Aunque no todos los tipos de conducta suscitan en mismo grado la influencia de factores externos. De hecho en experimentos controlados se puede inducir lo contrario. En un experimento varios individuos inducidos a explicar sus preferencias en causas personales mostraron estar menos afectados por el efecto de falso consenso que quienes fueron inducidos a explicarlas por factores externos. Este experimento muestra que el peso de los factores externos puede ser manipulado y varía notablemente según la situación, pero a su vez confirma que si considera los factores externos como una buena explicación, el efecto del falso consenso aparece en mayor medida.

### Causas asociadas a la ambigüedad

Representaciones bidimensionales ambiguas de objetos tridimensionales.

Otro conjunto de factores para explicar el efecto del falso consenso, que quizá sea el que tenga consecuencias más serias, tiene que ver con la resolución de ambigüedades inherentes a la mayoría de asuntos, situaciones y elecciones entre varias opciones. Así para decidir qué pensamos de un asunto, primero debemos especificar o clarificar en qué consiste el asunto, su alcance e incluso su propia definición. Por ejemplo, para decidir si preferimos las películas francesas o las películas italianas tenemos que determinar primero a qué nos referimos con «películas francesas» y con «películas italianas». Si consideramos como ejemplos canónicos de cine italiano películas como Ladrón de bicicletas y La strada es probable que prefiramos las películas italianas y además supongamos que un porcentaje mayor de la población general comparta la preferencia por el cine italiano, que si como ejemplos canónicos de cine italiano tomamos los "espagueti western". Es decir, el modo preciso en cómo se definen o delimitan dos categorías, no solo influirá en la preferencia, sino que también alterará la estimación sobre hasta qué punto los demás comparten dicha preferencia.
En esta interpretación del efecto del falso consenso intervienen dos suposiciones básicas:
a) personas distintas hacen las mismas elecciones de modo completamente distinto
b) la gente normalmente no reconoce este hecho y, por tanto, calcula mal al no descontarlo y por tanto atribuir erróneamente un grado de consenso mayor
El proceso de razonar basado en conjeturas es tan natural y automático que, frecuentemente, los individuos pasan por alto este hecho. Eso junto con la idea de compartir una única realidad material objetiva hace que frecuentemente se ignore que otras personas responden a supuestos radicalmente diferentes. La investigación empírica muestra que las diferencias de supuestos e interpretaciones de los mismos hechos, tienen un peso significativo en la aparición del efecto del falso consenso. Aunque la mayoría de personas se da cuenta de que otras personas tienen diferentes gustos, valores y orientaciones, pasa por alto en mayor grado que un mismo problema se plantea de manera diferente con visiones del mundo diferentes; ya que los supuestos sobre el problema pueden diferir totalmente de una persona a otra. Y de la misma manera que alguien puede preferir el cine francés al italiano en función de qué tome como representativo de cada tipo de cine, tomará elecciones diferentes según sus supuestos o interpretaciones inconscientes del mismo problema. Esto se relaciona con la observación de que a veces las aparentes diferencias de opinión no se fundamentan tanto en un diferente «juicio del objeto», sino en un diferente «objeto de juicio». En la medida en que los sujetos no son conscientes de que diferentes personas plantean las cuestiones en torno a ciertos problemas o situaciones, según supuestos diferentes, pueden llegar a creer que su propia línea de pensamiento es más común de lo que realmente es, sencillamente porque se basa en supuestos muy particulares.